# Dogmatismo
El dogmatismo es una posición filosófica respecto a la posibilidad del conocimiento. Hace derivar el pensamiento del ser, presupone la supremacía del objeto respecto al sujeto y la capacidad del sujeto para recibir, sin distorsiones, la verdad del objeto tal como es en sí mismo y de forma independiente al sujeto. Por este motivo, para el dogmatismo, la verdad existe; la verdad se entiende como correspondencia o adecuación entre la realidad (ser) y el pensamiento, y esa verdad objetiva legitima al dogmático como portavoz de la verdad y justifica su fundamentalismo intelectual.[cita requerida]
Como alternativas al dogmatismo (de mayor a menor grado de radicalidad) se encuentran el escepticismo, el relativismo y el criticismo.[cita requerida]

## Características
Las características del dogmatismo son las siguientes:[cita requerida]
- Existen las verdades absolutas e incuestionables, llamados dogmas.
- Propio del conocimiento no científico.
- Escaso rigor y cerrado a la falsabilidad.
- Dogmatismo es una posición contraria al conocimiento científico.

## Cronología
El dogmatismo es la posición primaria y más antigua, tanto psicológica como histórica. Los pensadores antiguos se hallan animados todavía por una confianza ingenua en la capacidad de la razón humana hacia el ser, hacia la naturaleza no sienten que el conocimiento es un problema, el dogmatismo es para Kant la posición que cultiva la  metafísica sin haber examinado antes la capacidad de la razón humana para tal cultivo. Fue en el concilio de Trento (1545- 1563) donde la palabra “dogma” recibió el significado técnico con que actualmente se suele utilizar en el ámbito religioso: dogmas son aquellas verdades directamente reveladas por Dios, y reconocidas por una Iglesia, que constituyen objeto obligado de fe para los creyentes de la misma. Con todo, la palabra ya contaba con un uso previo. En griego significó opinión filosófica, opinión fundada en principios, y de esta manera fueron usados durante mucho tiempo los vocablos «dogma» o «dogmático». Por ejemplo, y ya dentro de la Modernidad, Pascal distinguía disciplinas históricas, que sólo dependen de la memoria y de lo que otros han escrito (la historia, la jurisprudencia, las lenguas, la teología), y disciplinas dogmáticas que, como la geometría, la aritmética, la música, la física o la medicina, son demostrativas y dependen del razonamiento y de la experiencia para llegar a verdades incontrovertibles. Igualmente Kant, a pesar de su conocido rechazo de la metafísica dogmática racionalista en favor de la crítica por la razón pura, caracterizaba de "procedimiento dogmático" a la manera como la razón determina cuáles son los conocimientos puros a priori de la razón misma: se trataba de un proceder demostrativo a partir de principios puros a priori -un conocimiento de conceptos y por conceptos, y no por construcción de conceptos como en matemáticas, o por síntesis de intuiciones empíricas y conceptos como en física-, cuyo resultado sería un conocimiento transcendental (sintético a priori) sobre la posibilidad de conocer objetos en general. Parte de la filosofía que trata de la esencia del ser y la realidad, de sus manifestaciones, propiedades, principios y causas primeras.